# 東野美紀
東野 美紀（ひがしの みき、1月1日 - ）は、ゲームミュージック作曲家。元コナミ所属で「MIKI-CHANG」の名義でも活動した。『グラディウス』や『幻想水滸伝』などの曲で知られる。

## 略歴
幼稚園児の時に、ピアノとともにソルフェージュと聴音を習い始め、この頃に初めて短い歌を作曲する。小学生の時には作曲塾に通い、中学生時代からはバンドを組んで多くのオリジナル曲を制作した。高校2年生の時に大学受験を意識するようになり、YMOの坂本龍一が東京芸術大学作曲科卒と知ったことがきっかけで、大阪音楽大学作曲学科に進むことを決める。
大学入学後、学生課のアルバイト斡旋の張り出しを見たことを機にコナミで作曲のアルバイトを始め、『グラディウス』や『沙羅曼蛇』などの曲を手掛ける。その後、就職活動の際にはコナミから新卒の内定が出ていたが、広く社会勉強がしたいなどの理由からぎりぎりで辞退し、リクルートに入社、OLを経験した後に中途採用でコナミに出戻り、『幻想水滸伝』などの音楽制作を行う。
2000年にコナミコンピュータエンタテインメント東京を退社し、以後フリーランスとして活動するも作曲と子育ての両立が困難であったため機材を手放して子育てに専念していたが、2024年に音楽活動を再開し、シューティングゲーム『バウンティシスターズ』の作曲に参加した。
2025年10月には生誕60周年記念コンサート「NEVER ENDING MELODIES」を開催する予定である 。

## 人物
- アルバイト時には、学業が忙しかったためコンピュータを使ったMIDIでのデータ作成が免除されており、制作の際には、ヤマハのキーボードのポータサウンド（英語版）で作ったものを聞いてもらい、それを楽譜に起こして打ち込んでもらったものを聴いてデータの間違いをチェックするという手法をとっていた。自分での打ち込みは、コナミに再入社してから行うようになった[3]。
- 2000年時点で離婚歴がある。夫と音楽のどちらを取るかの選択を迫られて音楽を取ったとのこと[1]。また、娘がいる[2]。

## 参加作品

### ゲーム
- イー・アル・カンフー（1985年）[3]
- グラディウス（1985年）[2]
- 沙羅曼蛇（1986年）[2]
- ライフフォース（1987年）[6]
- T.M.N.T. 〜スーパー亀忍者〜（1989年）[6]
- グラディウスIII -伝説から神話へ-（1989年）[7]
- サプライズアタック（1990年）[3]
- 魂斗羅スピリッツ（1992年）[7]
- プレミアサッカー（1993年）[6]
- 魍魎戦記 MADARA2（1993年）[7]
- ティーンエージ ミュータント ニンジャ タートルズ トーナメント ファイターズ（1993年）[6]
- ちびまる子ちゃんのたしざんひきざん（1993年頃）[3]※コナミが発売していた電子知育玩具「ピクノ」向けのソフト。
- ハイパーダンク（1994年）[3]
- ときめきメモリアル（1994年）[6]
- 永世名人（1995年）[3]
- 幻想水滸伝（1995年）[2]
- ヴァンダルハーツ〜失われた古代文明〜（1996年）[3]
- 幻想水滸伝II（1998年）[2]
- Goo! Goo! SOUNDY（1999年）※1曲のみ[3]
- 麻雀やろうぜ!2（2000年）[3]
- 幻想水滸外伝Vol.1 ハルモニアの剣士（2000年）[3]
- 幻想水滸外伝Vol.2 クリスタルバレーの決闘（2001年）[3]
- ツキヨニサラバ（2005年）[3]
- pop'n music14 FEVER!（2006年）[3]
- pop'n music15 ADVENTURE（2007年）[6]
- オトメディウスG（2007年）[6]

### オリジナルアルバム
- TEN PLANTS（1998年、BIOSPHERE RECORDS）※植松伸夫の企画による、様々なゲーム音楽作曲家が所属会社の枠を超えて曲を提供するというアルバム[8]。東野は「東京生活」を提供[9]。
- スーパーレアトラックス The LAND of RISING SUN（2011年、ゲ音団）※2011年に発生した東日本大震災のチャリティーを目的に40人のゲーム音楽作曲家が参加したアルバム。東野は「Tomodachi」を提供[10]。